# (2109) Dhotel
(2109) Dhotel est un astéroïde de la ceinture principale.

## Description
(2109) Dhotel est un astéroïde de la ceinture principale. Il fut découvert le 13 octobre 1950 à Uccle par Sylvain Arend. Il présente une orbite caractérisée par un demi-grand axe de 2,69 UA, une excentricité de 0,26 et une inclinaison de 8,1° par rapport à l'écliptique.
Il fut nommé en honneur de André Dhôtel.